# Выгонцы
Выгонцы — славяне, бежавшие от гнёта бояр из владений галицких и волынских князей.
Жили около XII—XIII вв. вдоль Днестра, ближе к Галицким землям. Сведения о выгонцах крайне скудны. Последняя запись о них как о населении Галицкого княжества относится к 1223 году, когда многие русские князья объединились и пошли к реке Калке, чтобы отразить набег монголо-татар. Выступила и рать Галицкого княжества, часть её двинулась по суше, а выгонцы — по воде. В летописи сказано: «…а выгонцы галические приехаша в лодиях по Днестру и выидоша в оре (бе бо лодей тысяща), и поидоша в реку Днепр, и възведоша пороги, и сташа у реки Хортица на броде…». Это позволяет предположить о многочисленности выгонцев и их опытности в речных и морских переходах. У Хортицы они соединились с остальными галицкими войсками и отправились к Калке, где погибли в неудачной для Руси битве.